# 체계적 고찰
체계적 고찰(systematic review) 또는 체계적 문헌 고찰 또는 체계적 검토는 주제에 대한 연구를 식별, 정의 및 평가하기 위한 비판적 방법을 사용하여 명확하게 제시된 주제에 대한 증거를 학문적으로 종합하는 것이다. 체계적 문헌고찰은 해당 주제에 대해 발표된 연구(과학 문헌)에서 데이터를 추출하고 해석한 다음 해석을 분석, 설명, 비판적으로 평가 및 요약하여 세련된 증거 기반 결론을 도출한다. 예를 들어, 무작위 대조 시험에 대한 체계적 문헌고찰은 근거중심의학을 요약하고 구현하는 방법이다.
체계적 문헌고찰은 생의학 또는 의료 분야에 적용될 수 있지만, 정확하게 정의된 주제에 대한 평가를 통해 연구 분야에 대한 이해를 높일 수 있는 경우에도 사용될 수 있다. 체계적 문헌고찰에서는 임상 테스트, 공중 보건 개입, 환경 개입, 사회적 개입, 부작용, 정성적 증거 종합, 방법론적 검토, 정책 검토 및 경제성 평가를 조사할 수 있다.
체계적 문헌고찰은 메타분석과 밀접하게 관련되어 있으며 종종 동일한 사례가 두 가지를 결합하는 경우가 많다("체계적 문헌고찰 및 메타분석"이라는 부제와 함께 게시됨). 둘 사이의 차이점은 메타 분석은 통계적 방법을 사용하여 통합 데이터 세트에서 단일 수치(예: 효과 크기)를 유도하는 반면, 체계적 문헌고찰의 엄격한 정의에서는 해당 단계를 제외한다는 것이다. 그러나 실제로는 하나가 언급되면 다른 하나도 관련될 수 있다. 메타 분석이 분석하는 정보를 모으려면 체계적 문헌고찰이 필요하고, 메타 분석 요소가 포함되어 있더라도 사람들은 때때로 인스턴스를 체계적 문헌고찰이라고 부르기 때문이다.
체계적 문헌고찰에 대한 이해와 이를 실제로 구현하는 방법은 의료, 공중 보건 및 공공 정책 전문가에게 일반적이다.
체계적 고찰은 종종 서사적 고찰이라고 불리는 유형의 고찰과 대조된다. 체계적 고찰과 서사적 고찰은 모두 문헌(과학 문헌)을 고찰하지만, 문헌 고찰이라는 용어는 추가적 설명 없이는 서사적 고찰을 가리킨다.

## 같이 보기
- 메타분석
- 메타과학
- 동료 평가
- 리뷰 논문(review article)
- 과학 문헌(scientific literature)
- 문헌 고찰(literature review)